# Conxita Balcells Blesa
Conxita Balcells Blesa (Barcelona, 11 novembre 1962). Arquitecta per l'Escola Tècnica Superior d'Arquitectura de Barcelona (ETSAB). Data d'ingrés en el Col·legi d'Arquitectes de Catalunya (COAC): 25-9-1990.
Al 1993 comença la seva experiència docent a l'ETSAB sent coordinadora del Màster 'La Gran Escala' fins al 1995 que esdevé professora d'aquest màster. Actualment és professora encarregada dels Tallers Temàtics: Projecte i Lloc 1 i 2, amb el catedràtic Eduard Bru, ETSAB.
Amb experiència adquirida des del 1990 com a arquitecta liberal, funda al 2001 conxitabalcellsassociats.s.l.p., estudi d'arquitectura i paisatgisme dedicat a la redacció i construcció de projectes, majoritàriament en l'àmbit públic.
El seu estudi s'ha ocupat principalment d'equipaments de grandària mitjana (escoles, centres de salut, habitatge social, etc…) per a l'administració pública en encàrrecs obtinguts usualment mitjançant concurs públic. Són edificis senzills, funcionals eficients i útils per a la ciutadania, realitzats amb un pressupost ajustats.

## Obres
- 24 Habitatges bioclimàtics a la Ronda de Dalt.[3] 1996-1999 Projecte i Direcció d'obres. Ronda de Dalt-Hospital Militar. “Pla de vores de les rondes”. Col·laboració Manuel Brullet i Tenes. Promotor: Patronat Municipal de l'Habitatge de Barcelona, ara IMHAB. Any de projecte: 1996 / Any d'obra: 1998-1999 / Superfície construïda: 3.001,80 m². L'edifici se situa en un solar triangular i de fort pendent en la trobada del Passeig de la Vall d'Hebrón amb l'Avinguda de l'Hospital Militar. Els principals condicionants considerats en el projecte són l'orientació dels habitatges, la topografia natural del solar i el model d'implantació present en aquest tram de la Ronda de Dalt, així com l'optimització de l'aprofitament dels recursos energèitcs naturals, tant lumínics com climàtics, determinant la posició de l'edifici en el solar, perpendicular a la Ronda i ocupant tot el front de la parcel·la orientada a sud per alliberar el màxim d'espai en planta en el costat nord per separar-se de la benzinera. Els habitatges, de dues i tres habitacions, s'estructuren diferenciant molt clarament la zona de nit i la zona de dia. Les de tres habitacions, es col·loquen en els extrems del bloc, amb la zona de dia formada pel menjador-sala d'estar i la galeria sobre la façana sud i els dormitoris situats en la façana nord. Les façanes Nord, Est, i Oest són molt massisses, per tal d'aïllar acústicament els habitatges del soroll dels carrers i dotar-los de molta inèrcia tèrmica, mentre que la façana sud es constitueix com una galeria que actua de captador solar selectiu, formada per una pell exterior de lamel·les de fusta i una pell interior tractada amb obertures puntuals. El nucli de comunicacions verticals es construeix amb obra vista i es desplaça en planta lleugerament, fragmentant el bloc, per tal d'eixamplar els replans i també per abastir-los de major il·luminació natural.[4]
- 51 Habitatges per joves al carrer Alí Beí.[5] Barcelona. 2002-2007 Projecte i Direcció d'obres. Promotor: Fundació Família i Benestar Social[6] / Superfície Construïda: 3.855,70 m². Programa: 51 habitatges de 40 m2 per joves. Com d'altres actuacions a l'Eixample el projecte es configura com una excepció, dintre de la regularitat isòtropa de la trama Cerdà, per dimensió, variació topogràfica de l'illa i densitat edificada del seu entorn. Dos volums formen la proposta, un segueix la parcel·lació del carrer Alí Bei i l'altra li és perpendicular i dona façana sobre la pista de futbol. L'accés es fa en la intersecció dels dos volums per connectar amb el carrer l'interior d'illa. La disposició dels volums permet gaudir de millors orientacions i incorporar mitjans actius i passius de consum energètic racionalitzat i alhora sistemes de gestió que milloren l'ús i el confort, especialment en els aspectes climàtics, lumínics i acústics. Aquest projecte d'arquitectura bioclimàtica, es desenvolupa en dos edificis d'una crugia per tal d'aconseguir la màxima ventilació creuada i exposició solar. Les façanes es tanquen a les orientacions Nord, essent el grau de perforació el mínim per a garantir la ventilació, mentre que en el resta es disposen d'obertures de gran dimensió amb elements de control lumínic i climàtic, persianes, tendals, etc. Aquest projecte a tingut varis premis: el d'Habitatge Social de Catalunya 2007 – AVS Catalunya.[7] Projecte guanyador d'obra nova; i obra seleccionada per l Mostra d'Arquitectura de Barcelona 2014.[8]
- 150 Habitatges i 159 Places d'aparcament als terrenys de l'estació de Renfe Rodalies - Edifici F-[9]/ Barcelona, 2008-2014 / Localització: carrer Doctor Aiguader, Barcelona / Any de projecte: 2006-2010 / Any d'obra: 2011-2014 / Superfície Construïda: 21.655,58 m2 / Promotor: Patronat Municipal de l'Habitatge de Barcelona, ara IMHAB Objecte del projecte: construcció de 150 habitatges de protecció oficial, amb un local comercial, i dues plantes soterrades destinades a aparcament. Es tracta d'un únic volum edificat, dividit en dos nuclis, amb una tipologia d'habitatge que separa la part de dia i de nit, així com una franja de serveis de cuina i bany que es disposa paral·lela al corredor d'accés permetent un fàcil registre de les instal·lacions i garantint que tots els habitatges disposin de ventilació creuada. La singularitat del lloc va fer definir una volumetria complexa alhora que senzilla d'un volum únic amb dos patis centrals, les façanes Nord, Sud i Est ressegueixen el perímetre del solar, mentre que a l'Oest el perímetre es trenca i pren la direcció dels blocs de la Barceloneta. L'edifici es retranqueja en alçada per donar resposta al seu entorn més immediat. Es tracta d'habitatges en dret de superfície, on es compra per 75 anys, tot i que el sòl continua en mans de l'Administració.[10] Respecte aquesta promoció d'habitatge públic, cal destacar la lluita continua dels propietaris dels habitatges que faran constar a l'arquitecta, constructor i promotor des de l'endemà mateix de l'entrega dels pisos els múltiples desperfectes, goteres, esquerdes i un llarg etcètera d'incidències que tindran el colofó en data 09 de febrer de 2021, quan aquest edifici, després de tan sols 5 anys de ser recepcionada l'obra i entregats els habitatges als compradors, pateix un esfondrament parcial de la seva façana principal sobre l'espai públic sense lamentar víctimes mortals.[11][12]